# Time (Simply Red)
Time è il tredicesimo album in studio del gruppo musicale britannico Simply Red, pubblicato nel 2023.

## Descrizione
I testi dell'album sono stati descritti come "confessionali" da Mick Hucknall che ha affermato: 
 L'album è stato registrato a Londra con il produttore di lunga data della band Andy Wright, con il suono risultante descritto come un mix di soul, funk, R&B e blues.
La band si è esibita all'O2 Shepherd's Bush Empire il 5 giugno 2023 per celebrare il lancio dell'album, oltre a continuare il tour in Europa a metà del 2023.

## Tracce
Testi e musiche di Mick Hucknall.
1. Better with You – 3:20
2. Just Like You – 3:05
3. Let Your Hair Down – 3:23
4. Shades 22 – 3:45
5. It Wouldn't Be Me – 3:00
6. Never Be Gone – 2:49
7. Too Long at the Fair – 2:58
8. Slapbang – 2:14
9. Hey Mister – 3:26
10. Just Like You, Pt. 2 – 4:29
11. Butterflies – 3:19
12. Earth in a Lonely Space – 3:15

Tracce edizione deluxe (Time BBC Live Session)
1. You Make Me Feel Brand New (Linda Creed, Thom Bell) – 5:04
2. Better with You (Mick Hucknall) – 3:21
3. My Love (Paul McCartney, Linda McCartney) – 4:02

## Formazione
- Mick Hucknall – voce, cori, chitarre, basso, armonica
- Gary Sanctuary – pianoforte acustico (13-15)
- Kenji Suzuki – chitarre
- Steve Lewinson – basso
- Roman Roth – batteria
- Ian Kirkham – sassofoni, legni, strumenti a fiato elettronici , ottoni
- Kevin Robinson – tromba, percussioni (13-15)

## Classifiche
| Classifica (2023) | Posizione massima |
| ----------------- | ----------------- |
| Austria           | 7                 |
| Belgio olandofono | 79                |
| Belgio francofono | 47                |
| Paesi Bassi       | 26                |
| Francia           | 83                |
| Ungheria          | 4                 |
| Germania          | 9                 |
| Italia            | 63                |
| Polonia           | 31                |
| Portogallo        | 37                |
| Scozia            | 4                 |
| Regno Unito       | 8                 |
| Spagna            | 90                |
| Svizzera          | 11                |